# (23998) 1999 RP29
1999 أر بي 29 (ويعرف أيضًا باسم (23998) 1999 أر بي 29 وفق تسمية الكوكب الصغير) (بالإنجليزية: 1999 RP29)‏ هو كويكب ضمن حزام الكويكبات؛ وترتيبه 23998 من حيث الاكتشاف.
اكتُشف هذا الجُرم الفلكي بواسطة بحث لنكولن عن الكويكبات القريبة من الأرض في 8 سبتمبر 1999.

## وصلات خارجية
- (23998) 1999 RP29 في قاعدة بيانات مختبر الدفع النفاث لأجرام النظام الشمسي الصغيرة

- الاكتشاف · مخطط المدار ·  العناصر المدارية · المعلمات المادية

- (23998) 1999 RP29 على موقع ويكي سكاي: DSS2, SDSS, GALEX, IRAS, Hydrogen α, X-Ray, Astrophoto, Sky Map, Articles and images